# Bribri

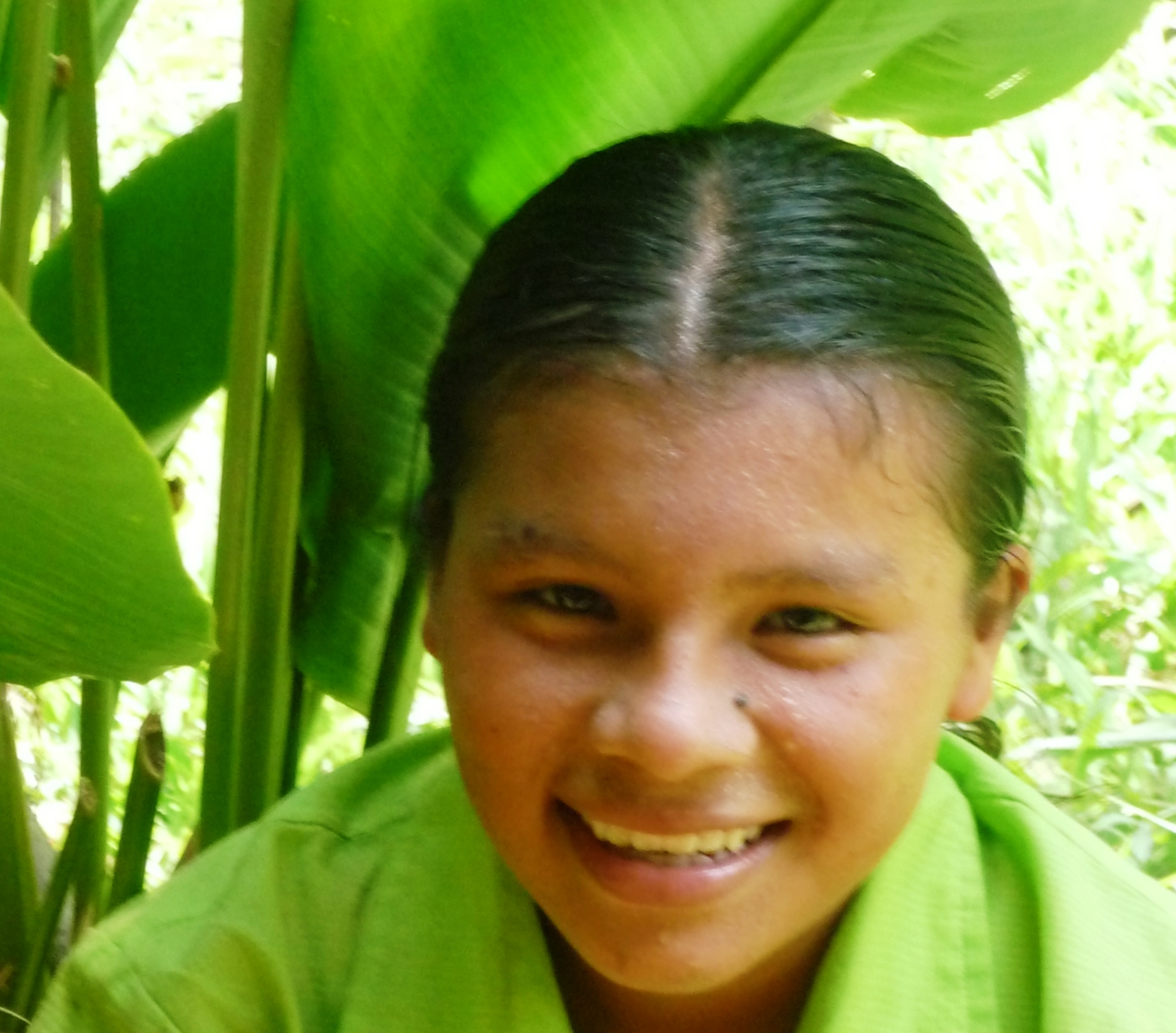
Joven bribri, Alta Talamanca, provincia de Limón.

El pueblo bribri constituye uno de los grupos étnicos originarios más numerosos de Costa Rica. 
Aunque la distribución de los pueblos autóctonos costarricenses antes de la conquista no es muy conocida actualmente, se tiene certeza de que tanto los bribris como los cabécares estaban asentados en la cordillera de Talamanca. Su sistema social se basaba en cacicazgos. El religioso Bernardo Drüg Ingerman calculó que la población bribri sumada a la cabécar alcanzaba unos veintisiete mil indígenas a la llegada de los conquistadores europeos, pero otros han estimado que la población podría haber sido más numerosa.
Con una rica historia y una espiritualidad profunda conectada a la naturaleza, los Bribris creen en seres sobrenaturales del bosque y destacan por su artesanía en cestas, tejidos, cerámica y antiguamente oro. Su vida diaria está profundamente vinculada a la tierra, y la tradición oral es fundamental para transmitir conocimientos y valores. La comunidad bribri es un ejemplo de resiliencia y una pieza clave en el mosaico cultural de Costa Rica.

## Actualidad
Según el Censo Nacional del año 2020, 9645 individuos bribri habitan en la región sur de Costa Rica, principalmente en las reservas indígenas de Bribri Talamanca, Salitre y Cabagra, en los cantones de Talamanca, Buenos Aires, ubicado en la provincia de Puntarenas y Limón en la Reserva de Talamanca, en el cantón del mismo nombre, a lo largo del cauce del río Sixaola, limítrofes con Panamá. Asimismo, existe un pequeño grupo de 300 personas que se movilizaron y asentaron en Panamá, están distribuidas en nueve comunidades en la provincia de Bocas del Toro, fronterizo con Costa Rica.
En general, los bribris han conservado su lengua en su registro oral, aunque se hace un gran esfuerzo para alentar su escritura. La actividad más importante es la agricultura, principalmente el cacao y el plátano, aunque también cultivan maíz, frijoles y tubérculos. Se dedican, asimismo, a la cría de cerdos, cazan aves y pescan. Su más importante expresión artesanal es la cestería y la fabricación de instrumentos musicales, para lo cual utilizan diversos insumos naturales.
Debido a su situación aislada, en relación con los principales centros de civilización, algunos bribris han optado por tener cédulas de identidad tanto panameñas como costarricenses, lo cual facilita la obtención de ayuda médica en emergencias tanto en un país como en el otro.
Un elemento interesante de esta etnia es que sus viviendas, generalmente fabricadas de madera sobre cimientos y techadas con hojas secas, se alzan muy separadas unas de otras, lo cual se debe a que los bribris aprecian la independencia. No es raro que una casa bribri se encuentre a una hora de camino del vecino más próximo.
En 2019, el líder de la comunidad bribri de Salitre del Frente Nacional de Pueblos Indígenas —FRENAPI— Sergio Rojas Ortiz fue asesinado.